# 100309 Misuzukaneko
100309 Misuzukaneko este un asteroid din centura principală de asteroizi.

## Descriere
100309 Misuzukaneko este un asteroid din centura principală de asteroizi. A fost descoperit pe 20 aprilie 1995 la Kuma Kogen de Akimasa Nakamura. Asteroidul prezintă o orbită caracterizată de o semiaxă mare de 2,54 ua, o excentricitate de 0,18 și o înclinație de 3,9° în raport cu ecliptica.